# Kwiat pustyni (powieść)
Kwiat pustyni. Z namiotu nomadów do Nowego Jorku – powieść autobiograficzna napisana przez Waris Dirie. Pierwsze wydanie pojawiło się w 1997 roku, natomiast polska publikacja ukazała się w roku 2000.
Powieść jest autobiografią somalijskiej modelki Waris Dirie. W języku plemienia koczowników, z jakiego pochodziła bohaterka, "Waris" oznacza "Kwiat pustyni". Autorka opisuje drogę, jaką przebyła w dotarciu na szczyt kariery. Jako 5-letnia dziewczynka została obrzezana, jednak za mąż miała wyjść dopiero w wieku 13 lat. Te dwa wydarzenia zaważyły na jej przyszłym życiu i błyskawicznej, spektakularnej karierze modelki.
W 2009 roku pojawiła się ekranizacja książki - Kwiat pustyni (film) - w reżyserii Sherry Hormana. W rolach głównych wystąpili:  Liya Kebede (jako Waris Dirie), Sally Hawkins (Marylin), Meera Syal (Pushpa Patel) oraz Anthony Mackie (Harold Jackson).
Jako książka mówiona powieść została wydana przez Świat Książki w 2010 roku. Książka jest czytana przez Agnieszkę Judycką.